# ولب أبيض

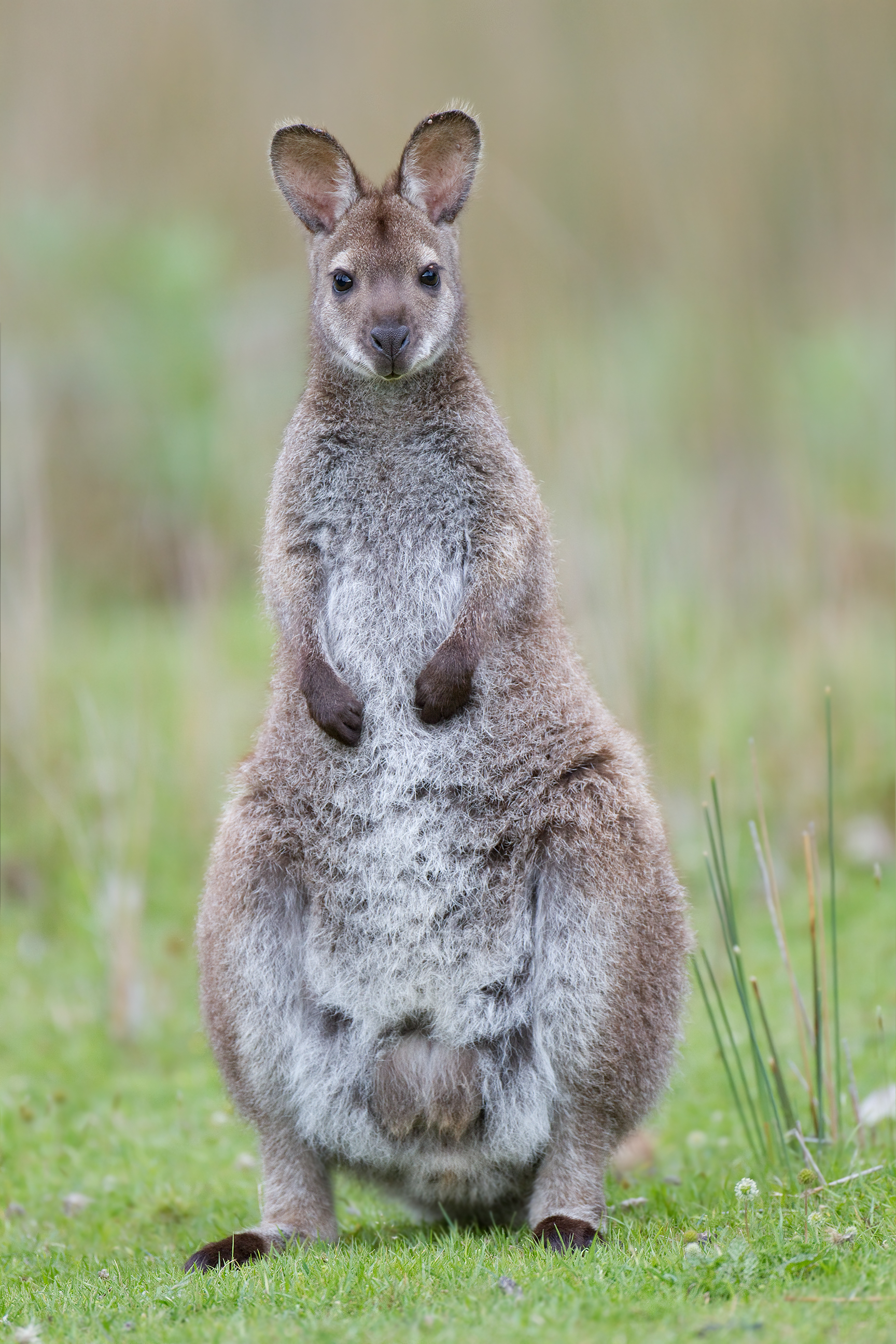
ولابي ذو العنق الأحمر

ولَّب أبيض (بالإنجليزية: Bennetts Wallaby)‏ (باللاتينية: Macropus rufogriseus) .